# Temporada da AFL de 1964
A Temporada de 1964 da AFL foi a quinta temporada regular da American Football League.
A temporada terminou com o Buffalo Bills derrotandoo o San Diego Chargers no AFL Championship Game. Dois anos depois, a AFL se juntaria com a NFL para firmar o AFL-NFL World Championship Game, que viria a ser conhecido como Super Bowl.

## Corrida pela divisão
A AFL tinha 8 times, agrupados em duas divisões. Cada time jogava uma partida como mandante e outra como visitante contra os outros 7 times da liga, totalizando assim 14 jogos na temporada e o melhor time de cada divisão se enfrentaria na final. Se houvesse um empate, aconteceria um pequeno playoff para ver quem levaria a divisão.
| Semana | EASTERN                |        | WESTERN     |       |
| ------ | ---------------------- | ------ | ----------- | ----- |
| 1      | Empate (Bos, Buf, NYJ) | 1-0-0  | SAN DIEGO   | 1-0-0 |
| 2      | Empate (Bos, Buf)      | 1-1-0  | SAN DIEGO   | 1-1-0 |
| 3      | Empate (Bos, Buf)      | 3-0-0  | KANSAS CITY | 1-1-0 |
| 4      | Empate (Bos, Buf)      | 4-0-0  | KANSAS CITY | 2-1-0 |
| 5      | BUFFALO                | 5-0-0  | KANSAS CITY | 2-2-0 |
| 6      | BUFFALO                | 6-0-0  | SAN DIEGO   | 3-2-1 |
| 7      | BUFFALO                | 7-0-0  | SAN DIEGO   | 4-2-1 |
| 8      | BUFFALO                | 8-0-0  | SAN DIEGO   | 5-2-1 |
| 9      | BUFFALO                | 9-0-0  | SAN DIEGO   | 6-2-1 |
| 10     | BUFFALO                | 9-1-0  | SAN DIEGO   | 7-2-1 |
| 11     | BUFFALO                | 9-1-0  | SAN DIEGO   | 7-2-1 |
| 12     | BUFFALO                | 10-1-0 | SAN DIEGO   | 7-3-1 |
| 13     | BOSTON                 | 10-2-1 | SAN DIEGO   | 8-3-1 |
| 14     | BUFFALO                | 11-2-0 | SAN DIEGO   | 8-4-1 |
| 15     | BUFFALO                | 12-2-0 | SAN DIEGO   | 8-5-1 |

## Classificação
| Eastern Division |    |    |   |      |     |     |
| Time             | V  | D  | E | PCT  | PF  | PS  |
| *Buffalo Bills   | 12 | 2  | 0 | .857 | 400 | 242 |
| Boston Patriots  | 10 | 3  | 1 | .769 | 365 | 297 |
| New York Jets    | 5  | 8  | 1 | .385 | 278 | 315 |
| Houston Oilers   | 4  | 10 | 0 | .286 | 310 | 355 |

| Western Division    |   |    |   |      |     |     |
| Time                | V | D  | E | PCT  | PF  | PS  |
| *San Diego Chargers | 8 | 5  | 1 | .615 | 341 | 300 |
| Kansas City Chiefs  | 7 | 7  | 0 | .500 | 366 | 306 |
| Oakland Raiders     | 5 | 7  | 2 | .417 | 303 | 350 |
| Denver Broncos      | 2 | 11 | 1 | .154 | 240 | 438 |

* — Qualificado para o Championship Game.

## AFL Championship Game
- Buffalo Bills 20, San Diego Chargers 7, 26 de dezembro de 1964, War Memorial Stadium, Buffalo, Nova Iorque